# Paruroza
Paruroza – rodzaj fobii, trudność bądź niemożność oddania moczu w obecności innych, zarówno we własnym domu, jak i w miejscach publicznych, w stresie wywołanym presją czasu, będąc obserwowanym, lub kiedy ktoś jest w pobliżu i może nas słyszeć.

## Wpływ
U niektórych występuje krótki, pojedynczy epizod z problemem niemożności oddania moczu, gdy w bliskim otoczeniu znajdują się inni ludzie. Paruroza jednak jest czymś więcej niż tylko zwykłą nieśmiałością, zażenowaniem czy strachem przed byciem posądzonym o niemożność oddania moczu. U części ludzi występuje niemożność oddania moczu w poruszającym się pojeździe lub są uczuleni na odgłos oddawania moczu w cichych restauracjach lub ośrodkach mieszkalnych. W niektórych przypadkach osoba z parurozą potrafi oddać mocz tylko wtedy, gdy jest sama w domu lub przez cewnikowanie.
Większość osób mających to schorzenie stwierdza, że rozwinęło się ono u nich w wieku nastoletnim, lecz może pojawić się na każdym etapie życia. Z powodu dużego poziomu stresu u niektórych osób, pierwszy raz doświadczają „zamknięcia się” podczas oddawania próbki moczu na obecność narkotyków. Wiele kobiet jest także nieświadomych schorzenia. Artykuły o kobietach i problemach z urynacją kładą głównie nacisk na inne dysfunkcje układu moczowego, takie jak częste oddawanie moczu lub jego nietrzymanie.

## Przyczyny
Urologiczne badanie zwane cystografia mikcyjna (ang. voiding cystourethrography VCUG) często wywołuje parurozę.  